# Z podwórka dla podwórek
Z podwórka dla podwórek - debiutancki album studyjny polskiego zespołu hip-hopowego Miejski Sort. Wydawnictwo ukazało się 11 maja 2013 roku nakładem wytwórni muzycznej Proper Records w dystrybucji Fonografiki. Produkcji nagrań podjęli się: Steel Banging Polska, Czaha/Konflikt, Fuso, Wowo oraz NWS. Z kolei wśród gości na płycie znaleźli się m.in.: NON Koneksja, Kryptonim i Żary JLB.
Album dotarł do 38. miejsca polskiej listy przebojów OLiS.

## Lista utworów
Opracowano na podstawie materiału źródłowego.
1. "Z.P.D.P." (produkcja: Steel Banging Polska, gościnnie: NON Koneksja) - 5:40
2. "Chodź ze mną" (produkcja: Czaha/Konflikt) - 2:50
3. "Co widzę" (produkcja: Czaha/Konflikt) - 2:05
4. "Nietrudno" (produkcja: Czaha/Konflikt, gościnnie: Kryptonim) - 4:10
5. "Po oczach" (produkcja: Fuso) - 4:33
6. "Co widzę" (produkcja: Czaha/Konflikt) - 2:13
7. "Kolejna wyprawa" (produkcja: Fuso) - 4:43
8. "Razem" (produkcja: Czaha/Konflikt, gościnnie: RPK, wokal: Gabi) - 5:14
9. "Co widzę" (produkcja: Wowo) - 2:05
10. "Tak było" (produkcja: NWS) - 4:53
11. "Klimat" (produkcja: Czaha/Konflikt, gościnnie: Vander/Konflikt) - 3:48
12. "Co widzę" (produkcja: Czaha/Konflikt) - 3:19
13. "Jeden lubi to, jeden lubi tamto" (produkcja: Czaha/Konflikt) - 4:07
14. "Nie pozwól" (produkcja: NWS, gościnnie: Szczurek JLB, Żary JLB) - 5:27
15. "Wyobraź sobie" (produkcja: Steel Banging Polska) - 5:52
16. "Replay" (produkcja: Czaha/Konflikt) - 5:00